# Johann Wilhelm Mannhardt (Theologe)

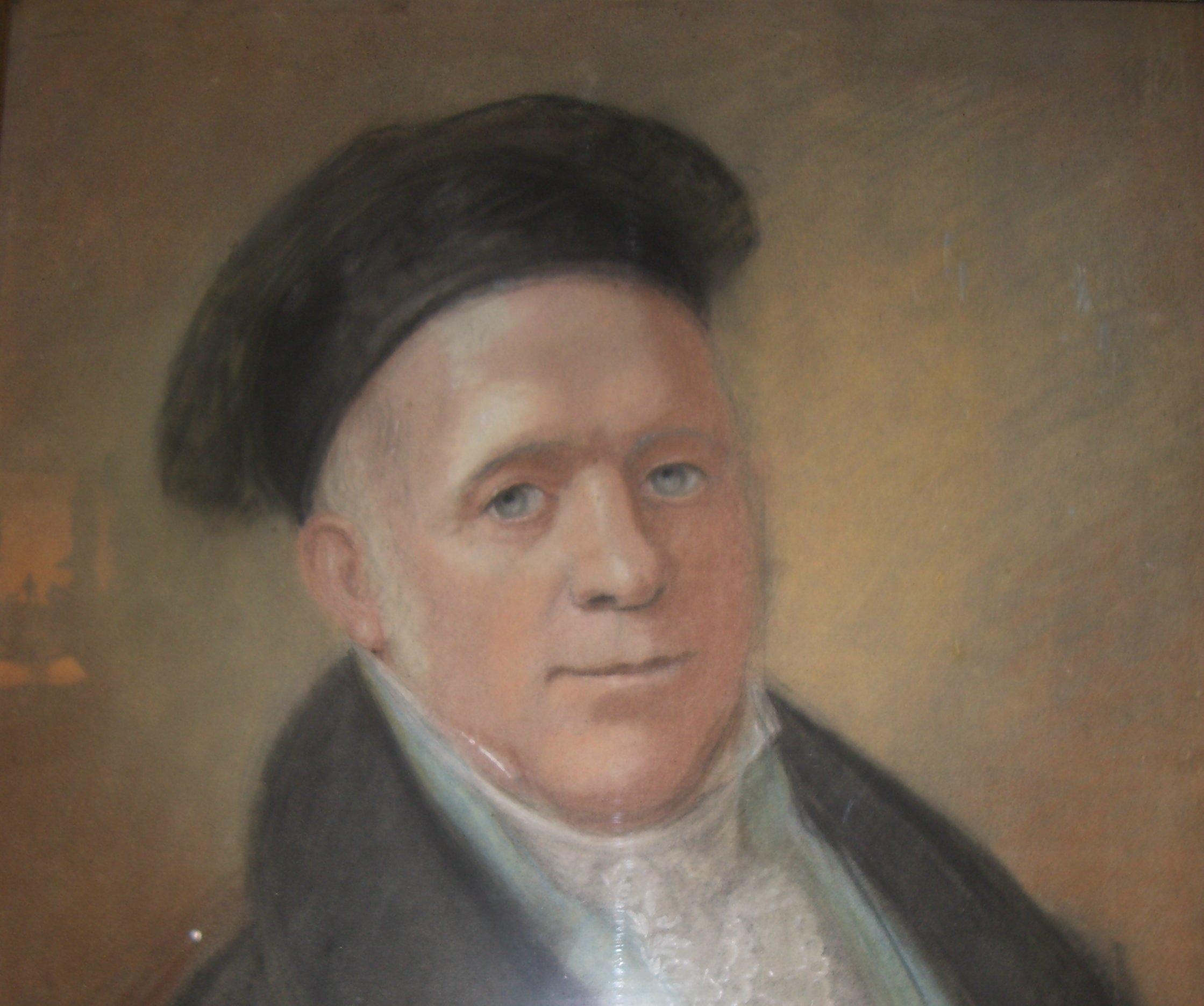
Johann Wilhelm Mannhardt

Johann Wilhelm Mannhardt (* 14. Februar 1760 zu Kleinheppach, Herzogtum Württemberg; † 20. November 1831 in Hanerau, Mittelholstein) war ein deutscher Theologe und Kirchenlieddichter. Er gründete den Ort Hanerau.

## Leben
Mannhardt war das sechste und jüngste Kind von Johannes Mannhardt und dessen Frau Anna Dorothea, geb. Burkhardtsmeier. Der Vater war Dorfschullehrer und erteilte den ersten Unterricht. In religiöser Hinsicht prägten ihn seine Mutter und die beiden Schwestern Wilhelmine und Johanna. Die Pfarrer der benachbarten Ortschaften Großheppach und Korb (Württemberg) entdeckten die geistigen Fähigkeiten des Jungen und unterrichteten ihn bis zur Konfirmation unentgeltlich. Mannhardts älterer Bruder Johann Ludwig war Klosterhofmeister am Kloster Maulbronn. Er ermöglichte ihm den Besuch der dortigen Gelehrtenschule. Im Frühjahr 1778 bestand er das Abschlussexamen. Im selben Jahr wurde er in das evangelisch-theologische Seminar in Tübingen aufgenommen. Die Aufnahme in das Evangelische Stift Tübingen – eine Art Stipendium des Herzogs – blieb ihm verwehrt. Das für das Studium notwendige Geld musste er durch Privatunterricht und Erbauungsstunden verdienen. Er wohnte bei seinem Förderer, dem Buchdrucker Fuess, der ihm Freitische besorgte. 1780 suchte Jacob Gysbert van der Smissen, ein niederländischer Kaufmann und Reeder in Altona, einen theologisch ausgebildeten Hauslehrer für seinen Sohn Gysbert. Er bat Magnus Friedrich Roos um Hilfe, da dieser ebenfalls Mitglied der Deutschen Christentumsgesellschaft war. Die Wahl fiel auf Mannhardt, weil Roos zu dieser Zeit am Tübinger Stift als Dozent wirkte. Von Roos zum vorzeitigen Abschluss gedrängt, bestand Mannhardt im Februar 1781 das theologische Examen cum laude.

### Altona und Brunsholm
Als Magister erreichte er Altona am 2. April 1781. Von der Mennonitenfamilie sehr freundlich aufgenommen, hatte Mannhardt genug Zeit, sich neben Gysberts Erziehung anderen Tätigkeiten zu widmen. Wie sein Arbeitgeber schrieb er Aufsätze für die Zeitschrift der Deutschen Christentumsgesellschaft (Sammlungen für Liebhaber christlicher Wahrheit und Gottseligkeit). Die Freundschaft mit Pastor Heinrich Zeise ermöglichte es ihm, im Heilig-Geist-Kirchhof, der Armenkirche Altonas, zu predigen. Als auch Hinrich III van der Smissen ihm seine drei Kinder anvertraute, zog Mannhardt in dessen Haus. Obwohl er kein Mennonit und unvermögend war, konnte er am 5. Mai 1790 Hinrichs Tochter Anna heiraten. Hinrich III und Jacob Gysbert stimmten unter der Bedingung zu, dass die Kinder aus der Ehe Mennoniten werden sollten. Zunächst blieb Mannhardt bei seinen Schwiegereltern wohnen. Als seine Hauslehrertätigkeit zu Ende ging, beschloss er, sich als Landwirt zu betätigen. Sein Schwiegervater kaufte ihm 1794 eine Hufe in Flottbek und eine Landstelle in Schenefeld. Noch während er in Schenefeld ein herrschaftliches Haus baute, bot sich die Gelegenheit, das adlige Gut Brunsholm in Angeln zu kaufen. Der Schwiegervater willigte ein. Die Höfe in Schenefeld und Flottbek wurden verkauft. Am 30. Mai 1795 zog die Familie Mannhardt nach Brunsholm im Herzogtum Schleswig. Sie blieb nur drei Jahre.

### Hanerau

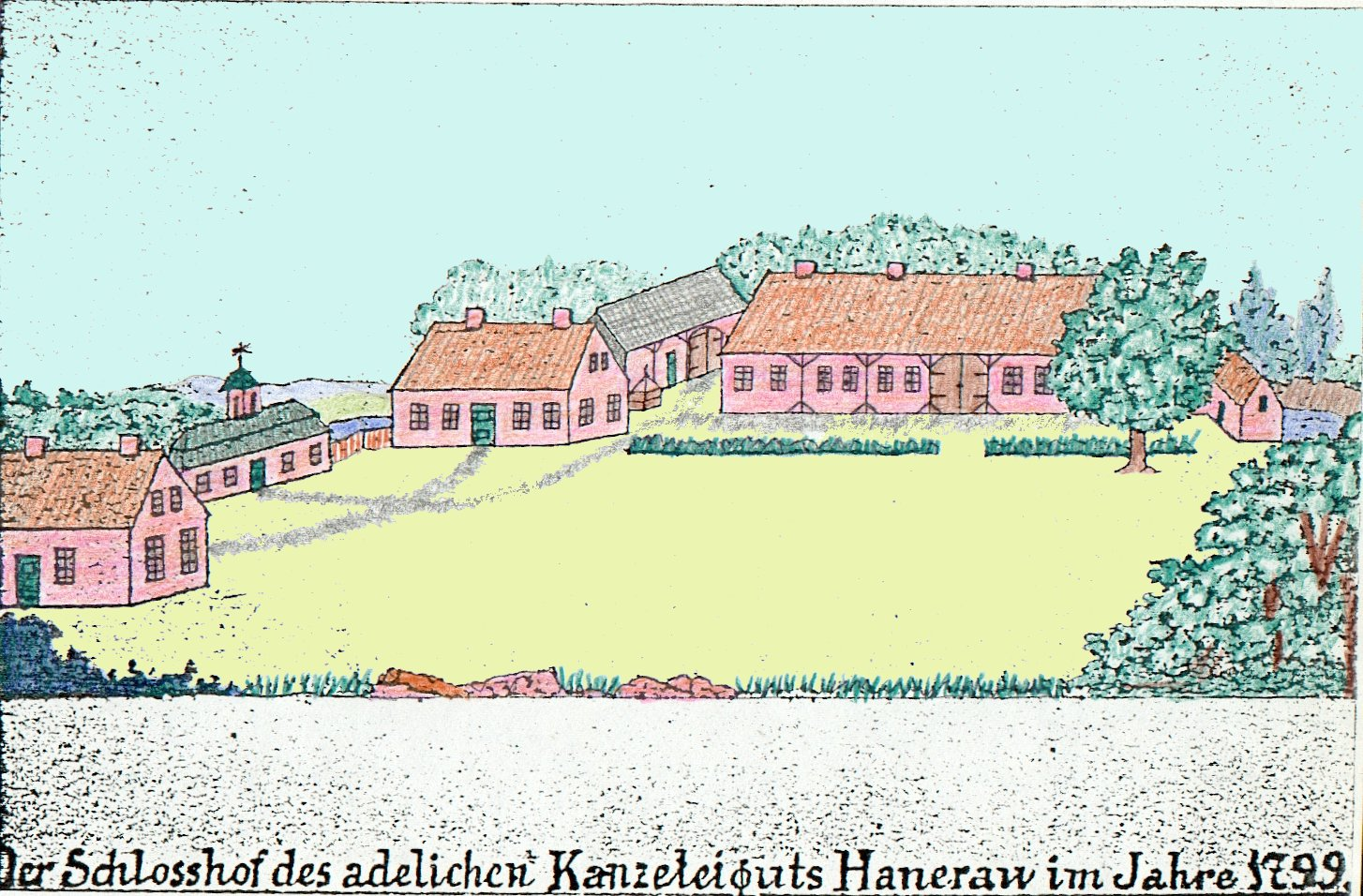
Mannhardt-Hof Hanerau (1799)

1798 wurde Mannhardt das Gut Hanerau im Herzogtum Holstein angeboten. Obwohl es völlig abgewirtschaftet und heruntergekommen war, kaufte er es mit Hilfe seines Schwiegervaters zu einem deutlich überhöhten Preis. Das Herrenhaus und die meisten Wirtschaftsgebäude waren in den 1780er Jahren abgebrochen, die Materialien verkauft worden. Der Holzeinschlag hatte die bewaldete Fläche, die wichtigste Einnahmequelle des Gutes, seit 1777 um die Hälfte verkleinert. Der Holzbestand der Forsten war im selben Zeitraum auf 10 % reduziert worden. Vom Hofland war viel parzelliert und an umliegende Bauern vergeben worden. In den Gutsforsten erfolgten große Anpflanzungen. Heideflächen wurden aufgeforstet. Der Setzling im Mannhardtschen Wappenschild zeugt von dieser Tätigkeit. Inspiriert von Christian Cay Lorenz Hirschfeld wurde das Gehölz westlich vom Gut zum öffentlichen Waldpark Wilhelmshain umgestaltet. In ihm wurde 1804 eine Begräbnisstätte nach Art der Herrnhuter Brüdergemeine angelegt. Durch Zukauf einer Hademarscher Bauernstelle und alter Hofländereien bewirtschaftete Mannhardt etwa 120 ha. Nach dem Vorbild eines Angliter Dreiseithofs legte er 1819 den Meierhof Lerchenfeld an. Gedacht war er für seinen Schwager Hinrich IV van der Smissen. Als dieser die Gesamtverantwortung ablehnte, übernahm sie Mannhardt selbst. Er ließ sich ein schlichtes Haus bauen, das die Familie 1821 bezog. Es steht noch heute. Er führte in der Landwirtschaft des Gutes das Mergeln ein und betrieb regelmäßigen Torfstich.
Als Kirchenpatron kümmerte er sich (wie in Tübingen und Altona) besonders um das Schul- und Armenwesen. Um den Insten und Tagelöhnern Arbeitsplätze und eine wirtschaftliche Grundlage zu schaffen, beantragte er die Genehmigung zur Gründung einer Manufaktur für Textilien. Sie wurde am 12. August 1803 erteilt. Unter Vorbehalt wurde ihm gestattet, die nötigen Rohstoffe und Maschinen zollfrei importieren. Innerhalb der Herzogtümer Holstein und Schleswig durfte er die Waren zollfrei vertreiben. Nicht gestattet wurden der zollfreie Export ins Königreich Dänemark und die Befreiung von der 1802 eingeführten Gebäudesteuer.
Die daraufhin angelegten Fabriken ließen Hanerau entstehen. Das Kapital stellte wiederum Hinrich III van der Smissen zur Verfügung. Für ansiedlungswillige Arbeiter und Gewerbetreibende stellte Mannhardt günstige, zum Teil kostenlose Grundstücke an der Straße nach Hademarschen zur Verfügung. Als Betriebszweige entwickelten sich Weben, Gewirke (ab 1807), Spinnen (ab 1809), Drucktechnik und Färben (ab 1811) sowie eine Rasenbleiche. Bei dem vor Ort sehr beschränkten Absatzmarkt profitierte das Unternehmen von der Kontinentalsperre und dem erhöhten Bedarf an Militärtextilien. Als mit Beginn der Befreiungskriege die englische Industrieware wieder auf dem Markt war, musste die Produktion schrittweise eingeschränkt werden. Der Dänische Staatsbankrott von 1813 und der Niedergang des Altonaer Handelshauses seit 1808 bedingten finanzielle Mehrbelastungen. Um das schwiegerväterliche Smissen-Haus zu stützen, nahm Mannhardt nun seinerseits eine Hypothek auf das Gut in Höhe von 150.000 Courantmark auf. Dennoch wurde die Altonaer Firma 1824 liquidiert. Die Hanerauer Fabriken beschäftigten auch Kinder, die so zum Unterhalt ihrer Familien beitragen konnten. Sie wurden auf Kosten der Betriebe erzogen, was damals unüblich war. Die „Industrieschule“ war der Vorläufer der Hanerauer Volksschule. 1809 begründete Mannhardt eine Unterstützungskasse. Jeder Arbeiter zahlte pro Woche 1 Schilling Schleswig-Holsteinisch Courant ein. 1807 gründete Mannhardt für seine Geldgeschäfte eine Sparkasse, aus der ab 1820 die Spar- und Leihkasse wurde. Auch damit war er größeren Orten weit voraus. Hatte Mannhardt in seiner Jugend die Hilfe seiner Familie, besonders seines Bruders Johann Ludwig erfahren, so förderte er nun die Kinder seiner Geschwister. Zum Teil kam das Hanerau zugute. Seinem Neffen Christian Friedrich Schwartz bezahlte er das Medizinstudium in Kiel. Der gründete 1815/16 in der stillgelegten Strumpfwirkerei eine Arztpraxis und eine Handapotheke.
Mannhardt schrieb einige Geistliche Lieder. Nach einem für viele segensreichen Leben starb er mit 71 Jahren.

„Für Hanerau war Mannhardt ein großes Glück. Ohne sein Wirken und das Kapital der van der Smissens hätte das Gut sicher eine andere Entwicklung genommen und würde wohlmöglich, ähnlich wie beispielsweise das Gut Drage, heute gar nicht mehr existieren.“

## Ehrungen

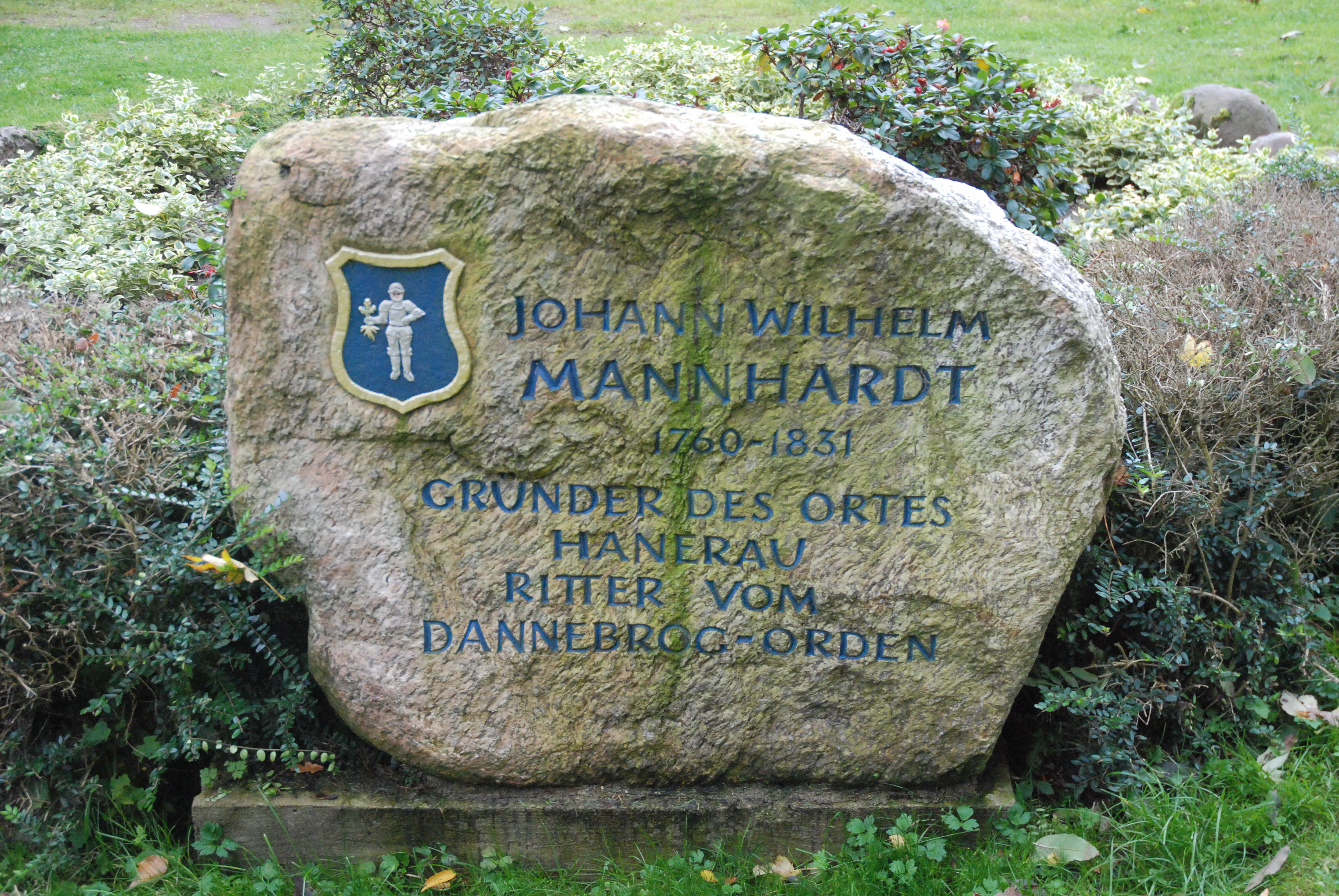
Gedenkstein für Mannhardt in Hanerau

Am 28. Januar 1810 erhielt Mannhardt durch Friedrich VI. (Dänemark und Norwegen) den Danebrogorden. 1842, elf Jahre nach Mannhardts Tod, besuchte Christian VIII. dessen Witwe. Als Dank schenkte er ihr ein Reise-Kaffeegeschirr.
1954 wurde die Hanerauer Dorfstraße in Mannhardtstraße umbenannt. Ein Teil aus dem Mannhardtschen Familienwappen, der silbern gerüstete Arm mit dem Eichensetzling, wurde in das Wappen der Gemeinde Hanerau-Hademarschen übernommen. Zum 250. Geburtstag setzte Hanerau-Hademarschen 2010 einen Gedenkstein für Mannhardt an der Stelle vom Torhaus des Gutes, in dem die Familie über zwanzig Jahre gewohnt hatte.
In mehrjährigen Abständen veranstalten Mannhardts Nachfahren Familientreffen auf Gut Hanerau. Im Oktober 2024 trafen sich 225 Jahre nach dem Erwerb des Gutes knapp 100 Familienmitglieder, um ihren Vorfahren und seine Leistungen zu würdigen.